# Crockerella castianira
Crockerella castianira är en snäckart som först beskrevs av Dall 1919.  Crockerella castianira ingår i släktet Crockerella och familjen kägelsnäckor. Inga underarter finns listade i Catalogue of Life.